# Pepa Pollet
Pepa Pollet var en fransk (ursprungligen spansk) kammarjungfru. Hon var kammarjungfru och personlig skattemästare till kejsarinnan Eugénie av Frankrike. 
Hon var i tjänst hos Eugenie före dennas giftermål och under hela hennes tid som kejsarinna. Hon var kejsarinnans inflytelserika gunstling och förtrogna, och som sådan en betydelsefull och kontroversiell person. Hon anklagades för att ha utnyttjat sin position som mellanhand mellan kejsarinnan och dennas leverantörer för att samla på sig en personlig förmögenhet på två miljoner. Som person beskrivs hon som diminutiv, med skör hälsa, skygg men samtidigt temperamentsfull och häftigt lojal mot Eugenie. Hon ska ha förorsakat en hel del konflikter vid hovet, men försvarades alltid av kejsarinnan. 